# Marc Bouet
Marc Bouet (Nantes, 7 de mayo de 1951) es un deportista francés que compitió en vela en las clases 470, Flying Dutchman y Soling.
Ganó dos medallas en el Campeonato Mundial de Flying Dutchman, oro en 1979 y plata en 1984, y cuatro medallas en el Campeonato Europeo de 470 entre los años 1967 y 1974. Además obtuvo una medalla de oro en el Campeonato Mundial de Soling de 1990 y una medalla de oro en el Campeonato Europeo de Soling de 1990.

## Palmarés internacional
| Campeonato Europeo | Campeonato Europeo   | Campeonato Europeo | Campeonato Europeo |
| Año                | Lugar                | Medalla            | Clase              |
| ------------------ | -------------------- | ------------------ | ------------------ |
| 1967               | Lacanau (Francia)    | Medalla de plata   | 470                |
| 1968               | Palamós (España)     | Medalla de oro     | 470                |
| 1969               | Castiglione (Italia) | Medalla de oro     | 470                |
| 1974               | El Masnou (España)   | Medalla de oro     | 470                |

| Campeonato Mundial | Campeonato Mundial    | Campeonato Mundial | Campeonato Mundial |
| Año                | Lugar                 | Medalla            | Clase              |
| ------------------ | --------------------- | ------------------ | ------------------ |
| 1979               | Kiel (RFA)            | Medalla de oro     | Flying Dutchman    |
| 1984               | La Rochelle (Francia) | Medalla de plata   | Flying Dutchman    |

| Campeonato Mundial | Campeonato Mundial       | Campeonato Mundial | Campeonato Mundial |
| Año                | Lugar                    | Medalla            | Clase              |
| ------------------ | ------------------------ | ------------------ | ------------------ |
| 1990               | Medemblik (Países Bajos) | Medalla de oro     | Soling             |
| Campeonato Europeo |                          |                    |                    |
| Año                | Lugar                    | Medalla            | Clase              |
| 1990               | Prien (RFA)              | Medalla de oro     | Soling             |